# Töltéstava
Töltéstava är en ort i Ungern.   Den ligger i provinsen Győr-Moson-Sopron, i den västra delen av landet, 100 km väster om huvudstaden Budapest. Töltéstava ligger 121 meter över havet och antalet invånare är 1 902.
Terrängen runt Töltéstava är huvudsakligen platt, men åt sydväst är den kuperad. Runt Töltéstava är det ganska tätbefolkat, med 86 invånare per kvadratkilometer. Närmaste större samhälle är Győr, 9,7 km nordväst om Töltéstava. Trakten runt Töltéstava består till största delen av jordbruksmark.